# Masdevallia mendozae
Masdevallia mendozae är en orkidéart som beskrevs av Carlyle August Luer. Masdevallia mendozae ingår i släktet Masdevallia och familjen orkidéer. Inga underarter finns listade i Catalogue of Life.